# Peder Ebbesen Galt
Peder Ebbesen Galt, ( – 1548) var kongelig lensmand på "Århusgård" 1536-48, den tidligere katolske bispegård ved Århus Domkirke, og indvalgt i rigsrådet.
Han var en af Christian 3.s hærførere under borgerkrigen før reformationen og stod for befæstningen af Randers i 1535. I 1536 blev han sammen med Erik Banner beordret til at indtage bispegårdene i Vendsyssel og Viborg
Stifter og at fængsle biskopperne Stygge Krumpen og Jørgen Friis.
Han var en af landets rigeste adelsmænd og erhvervede sig efterhånden Rudbjerggaard på Lolland, Skumstrup (Vilhelmsborg) i Jylland, Sellebjerg på Fyn og Ingelstad i Skåne. Desuden købte han 1540 af kronen Birkelse hovedgård med meget gods i Vendsyssel. Han boede på Tyrrestrup mellem Odder og Horsens, som var hans fødegård.